# Papilio zelicaon
Papilio zelicaon är en fjärilsart som beskrevs av Lucas 1852. Papilio zelicaon ingår i släktet Papilio och familjen riddarfjärilar. Inga underarter finns listade i Catalogue of Life.

## Bildgalleri

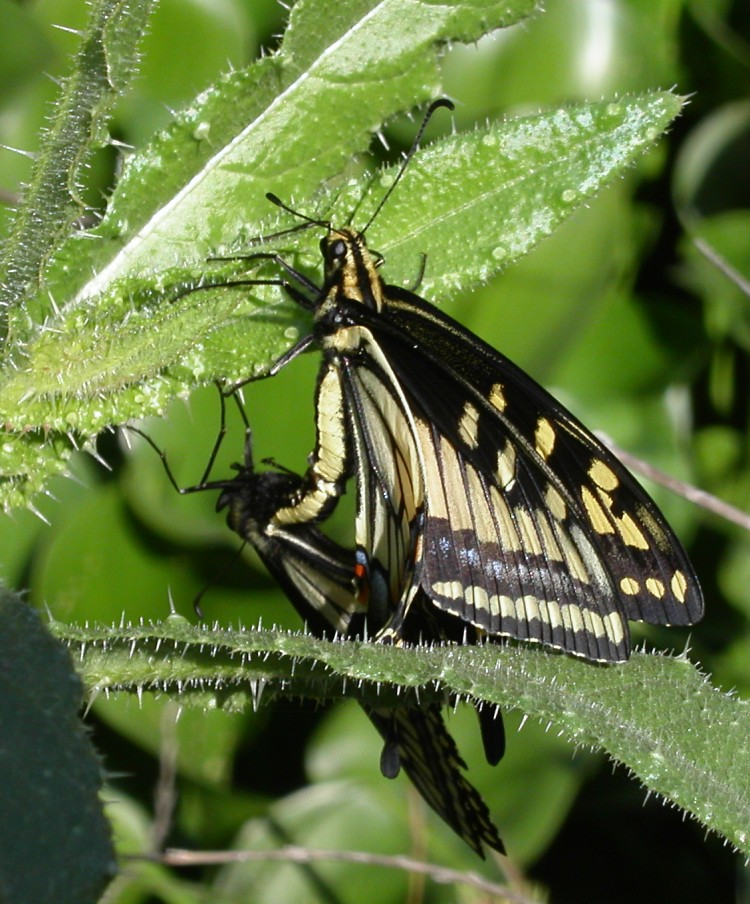